# Palazzo Devoti
Palazzo Devoti è un palazzo di Pavia, in Lombardia.

## Storia
Realizzato, su progetto dell'ingegnere Alfredo Devoti, entro il 1912 come attesta la data iscritta nel fastigio, il palazzo conobbe alcune difficoltà nell’approvazione della Commissione Edilizia, che già altre volte aveva mostrato di non apprezzare le originali innovazioni architettoniche novecentesche all’interno del centro storico della città. A maggior ragione nel caso del grande palazzo (diviso in molti appartamenti) che doveva sorgere in prossimità di uno dei principali ingressi in città; i commissari avanzarono qualche dubbio circa l’osservanza di «ragionevoli criteri architettonici», prendendo più volte in esame i dettagli ornamentali e imponendo alcune modifiche, in particolare riguardo all’uso dei graticci in ferro e ghisa.

## Descrizione
Impostato su pianta a “V”, a quattro piani oltre l’ammezzato e l’alto tetto mansardato (sull’esempio dei palazzi dei boulevards parigini) il palazzo Devoti esibisce una ricca ed elegante campionatura di motivi strutturali e decorativi Art Nouveau, soprattutto evidenti nell’elaborazione progettuale: la porzione centrale della facciata (quella in risvolto) è fittamente serrata da lesene e colonne sovrapposte (sostenute alla base da mensoloni a sguancio, per non ingombrare il marciapiede) e concluse da un triplice motivo di archi a sesto ribassato, entro cui si aprono i balconi dai parapetti, mensole e cornici ornati con cementi a stampo esplicitamente secessionisti.